# Gockinga
Die Gockinga waren eine einflussreiche Familie aus Groningen, welche ursprünglich aus Oldambt stammte.
Die erste Erwähnung fällt in das Jahr 1398, als Tamme Gockinga mit Oldambt belehnt wurde, und den Auftrag zum Bau einer Burg in Zuidbroek erhielt. Als Herren von Olambt kamen sie schnell in Konflikt mit den Ambitionen der Stadt Groningen. In den Streitigkeiten mit der Stadt wurde im Jahre 1401 die Gockingaborg verwüstet. Das damalige Familienoberhaupt Eelt Gockinga wurde hierbei gefangen genommen und bis in das Jahr 1405 gefangen gehalten. Eelts Sohn Eppo Gockinga heiratete Frouwa, die Schwester des Ullrich Cirksena, dem späteren Grafen von Ostfriesland.
Der Name Gockinga tauchte erneut im Laufe des 17. Jahrhunderts auf. Mitglieder der Familie Bauckens führten diesen Namen; ohne dass eine Abstammung von den Gockingas festgestellt werden konnte. Eine Seitenlinie der Bauckens führte ebenfalls den Gockinga-Namen weiter. Mitglieder dieser saßen im 17. Jahrhundert in der Regierung der Stadt Groningen. In den Jahren 1817 und 1906 erfolgten Erhebungen in den Adelsstand. 

## Quelle
- Nederlands adelsboek (1949). Seite 66 (PDF; 8,4 MB)